# Paniculatae
Cet article possède un paronyme, voir Paniculata.
Sous-genre
Classification phylogénétique
Paniculatae est un sous-genre de plantes à fleurs appartenant au genre Olea et de la famille des Oleaceae. Il comprend une seule espèce Olea paniculata, un arbre localisé essentiellement en Asie, en Australasie et dans les archipels du Pacifique.

## Description
Les feuilles portent des domaties sur les axes abaxiaux de la nervure médiane de la feuille et les nervures primaires. Les autres sous-genres n'ont pas cette caractéristique (sous-genre Tetrapilus et sous-genre Olea).

## Taxonomie

### Espèce(s) appartenant au sous-genre
Une seule espèce retirée du sous-genre Tetrapilus et inclus ici.
- Olea paniculata R. Br. (1810) - Asie, Australasie, Pacifique.

## Sources
Pour des articles plus généraux, voir Oleaceae et Olea.
- voir aussi sous-genre Olea,
- voir aussi sous-genre Tetrapilus.